# Даниленко, Олег Владимирович (хозяйственный деятель)
Олег Владимирович Даниленко (род. 1 января 1958; Москалёвка, Семиозёрный район, Кустанайская область, Казахская ССР, СССР) — казахстанский хозяйственный и общественный деятель, зоотехник, кандидат сельскохозяйственных наук. Генеральный директор ТОО «Агрофирма «Диевская» (с 1999 года).

## Биография
Даниленко Олег Владимирович родился 14 сентября 1958 года в посёлке Москалёвка Аулиекольского района Костанайской области, украинец.
В 1981 году окончил Кустанайский сельскохозяйственный институт по специальности зооинженер.
Трудовую деятельность начал в 1975 году слесарем совхоза «Шоптыколь» Семиозерного района Кустанайской области.
С марта 1981 по май 1981 годы — зоотехник отделения "Шоптыколь" Семиозерного райисполкома Семиозерного района Костанайской области.
С мая 1981 по ноябрь 1982 годы — служба в рядах Советской Армии.
С ноября 1982 по сентябрь 1983 годы — главный зоотехник совхоза «Овцевод» Семиозерного райисполкома Семиозерного района.
С сентября 1983 по январь 1986 годы — главный зоотехник управления сельского хозяйства Семиозерного райисполкома Семиозерного района.
С января 1986 по январь 1987 годы — ведущий зоотехник Семиозерного районного агропромышленного объединения Кустанайской области.
С января 1987 по апрель 1992 годы — главный зоотехник госплемзавода «Сулуколь» Аулиекольского района.
С апреля 1999 года по н.в. генеральный директор ТОО «Агрофирма «Диевская» Аулиекольского района Костанайской области.
С 24 марта 2016 года — депутат Костанайского областного маслихата от Аулиекольский избирательный округ № 24, председатель комиссии по развитию сельских территорий и агропромышленного производства.
В 2004 году защитил учёное звание кандидата сельскохозяйственных наук, тема диссертации: «Сравнительное изучение продуктивных и биотехнологических качеств скота аулиекольской и казахской белоголовой пород».
Автор ряда научных работ в области производства сельскохозяйственной продукции.

## Награды
- 1999 — Медаль «За трудовое отличие» (Казахстан)
- 2001 — Медаль «10 лет независимости Республики Казахстан»
- 2004 — Медаль «50 лет Целине»
- 2004 — Указом Президента Республики Казахстан от 10 декабря 2004 года награждён Орденом «Курмет»[4]
- 2005 — Медаль «10 лет Конституции Республики Казахстан»
- 2006 — Медаль «10 лет Парламенту Республики Казахстан»
- 2010 — Указом Президента Республики Казахстан от 7 декабря 2010 года награждён Орденом «Парасат» из рук президента в Акорде.[5]
- 2011 — Медаль «20 лет независимости Республики Казахстан»
- 2018 — Указом Президента Республики Казахстан от 5 декабря 2018 года награждён Орденом «Барыс» ІІІ степени из рук президента в Акорде.[6]
- Награждён благодарственным письмом Первого Президента Республики Казахстан и почётными грамотами Министерства сельского хозяйства Республики Казахстан и др.